# 自画像 (プッサン)
『自画像』（じがぞう、仏: Autoportrait、英: Self-portrait）は、17世紀フランスの巨匠ニコラ・プッサンが晩年の1650年にキャンバス上に油彩で制作した絵画で、ローマに在住していた画家に友人のポール・フレアール・ド・シャントルー (ルイ14世付で建築担当の参事官) が委嘱したものである。2点しかない画家の自画像のうちの1点で (もう1点はベルリン絵画館所蔵の前年の『自画像』) 、画家背後のキャンバスの右側に署名と制作年が記されている。作品は現在、パリのルーヴル美術館に所蔵されている。

## 背景

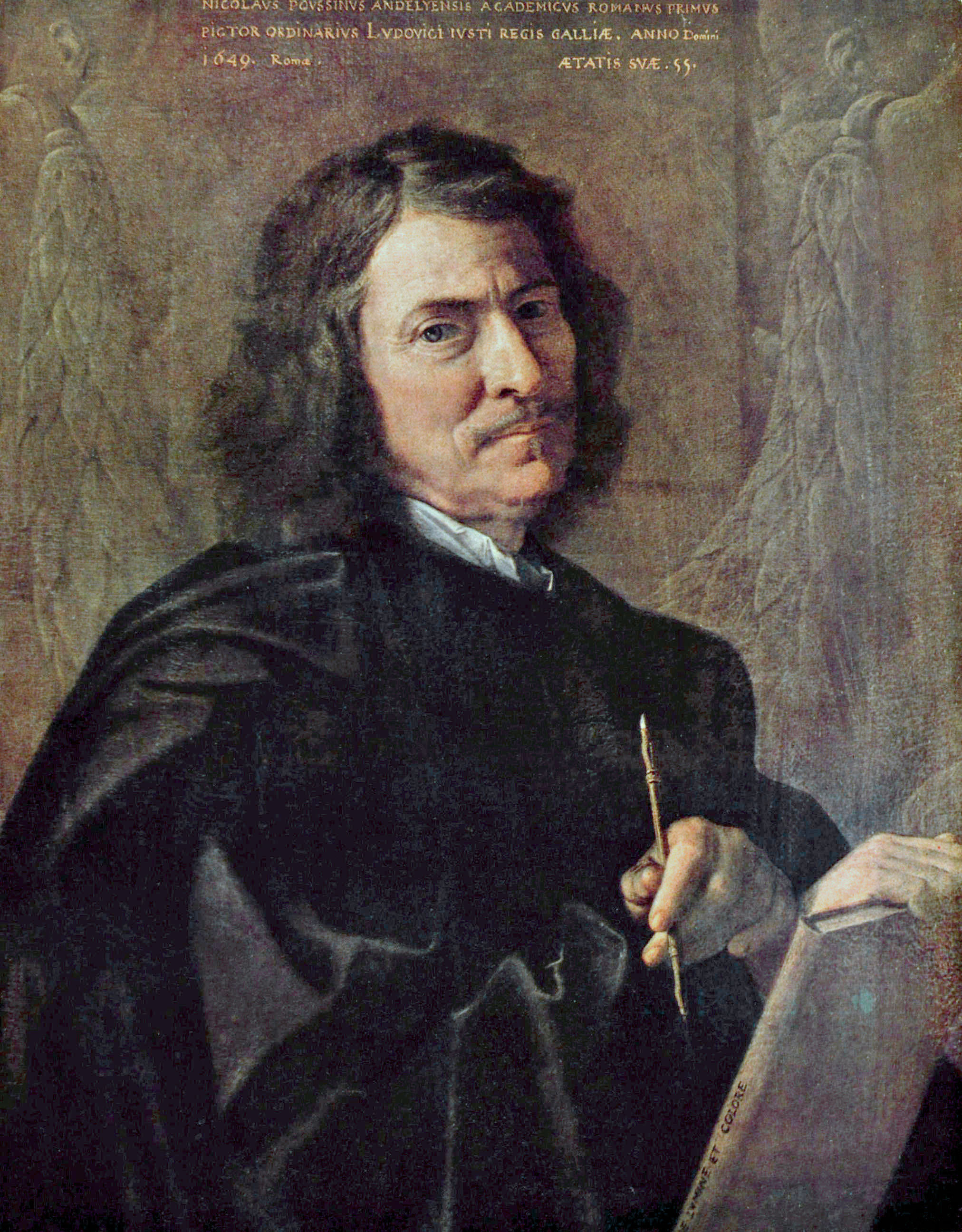
ニコラ・プッサン『自画像』 (1649年)、絵画館 (ベルリン)

プッサンはほとんど自画像を描いておらず、本作を依頼したシャントルーに宛てた手紙 (1650年3月) には、怠けていて、この絵画を描くのに何の喜びも感じないのでまだ完成していないと不興気に書いている。しかし、プッサンは突如としてこの自画像を完成させる霊感を受けたにちがいない。手紙を書いた2ヵ月後に、彼はシャントルーに、この自画像が完成したことと、誰もがそれを好み、その複製をほしがっていることを伝えている。プッサンはこの絵画を非常に誇りにしており、シャントルーが自宅の『アウグストゥス帝の家のウェルギリウスの肖像』の対画として並べられることを非常に喜んでいる。

## 作品
画中のプッサンは本を手に持ち、口を強く結んでいる。その風貌はまるで哲学者のようで、強靭な意思を感じさせるが、簡素な背景にある絵画や額は彼が画家であることを示している。プッサンは自分のアトリエにいるのである。上半身は斜め向きであるが、顔は正面を向き、落ち着いた真面目そうな眼差しで鑑賞者をまっすぐ見つめている。右手はリボンで結んだ紙挟み (下絵を挟んであるのであろう) の上に置かれ、素描が色彩に勝ることをはっきりと示している。
プッサンは前後に平行な線を重ねることで三次元的効果を示唆し、それによって短縮法や遠近法の細工を最小限まで減らすことのできる画家であった。本作は、その様式を最も独自な方法で用いている。すなわち、画家は、自身の半身像を取り囲む背景を不規則に積み重ねられている様々なサイズの絵画や額、左端のテーブルから構成した。そして、水平線と垂直線からなる、この幾何学的背景は画面を厳格に区切っている。また、画家の身体の輪郭は左右の対角線に沿って造形され、頭部は対角線の交点上に置かれており、それによっても厳密な幾何学的構図が提示されている。このように、本作はプッサンの画家としての自負心を力強く示しているだけでなく、彼の絵画の特徴をよく表しているのである。
プッサンの背後の左端にあるキャンバスには1人の女性が見える。17世紀イタリアの美術理論家ジョヴァンニ・ピエトロ・ベッローリによれば、この女性像は「絵画の寓意」である。事実、彼女の頭部には「絵画的ヴィジョン」を象徴する、中央に1つだけ眼のある冠が載せられている。2本の腕がこの女性を抱きかかえようとしているが、それは「絵画」を愛する本作の依頼者シャントルーとプッサンの「友情」を示唆する (あるいは、「絵画そのものへの愛」を示す)。しかし、この見方には異説もあり、「人間の結婚」を象徴していると考える研究者もいる。それによれば、女性像は、巨大な眼をしていたことで知られるヘラを表しているというものである。2本の腕はゼウスのもので、2人の結婚が暗示されている。画中のプッサン自身も小指に結婚指輪をはめており、自身の人生を左側の絵画に重ね合わせているという。